# Jaroslavické rybníky
Das europäische Vogelschutzgebiet Jaroslavické rybníky liegt in Südmähren in Tschechien zwischen den Ortschaften Jaroslavice, Hrádek u Znojma, Křidlůvky und Slup. Das etwa 3,6 km² große Vogelschutzgebiet umfasst mehrere Teiche und einen Abschnitt der Thaya. Der größte der Teiche, der Zámecký rybník, wurde historisch zur Versorgung des Schlosses Jaroslavice angelegt, später als Ackerland genutzt und 1948 wiederhergestellt. In den 1950er Jahren wurde zusätzlich der kleinere Horní rybník gebaut. Die Teiche sind von einem schmalen Röhrichtstreifen umgeben und sind wichtige Habitate für den Nachtreiher und viele andere Arten der Feuchtgebiete.

## Schutzzweck
Folgende Vogelarten sind für das Gebiet gemeldet; Arten, die im Anhang I der Vogelschutzrichtlinie geführt sind, sind mit * gekennzeichnet:
| Bild        | Anhang I | EU Code | Art         | wissenschaftlicher Name |
| ----------- | -------- | ------- | ----------- | ----------------------- |
| Nachtreiher | *        | A023    | Nachtreiher | Nycticorax nycticorax   |